# Lis Landeman
Lis Margareta Landeman, född 1 maj 1959, är en svensk före detta professionell fotbollsspelare som bland annat har representerat Mallbackens IF och italienska Serie A-klubben A.C. Fiorentina.
Landeman var under 1980-talet tillsammans med Pia Sundhage (SS Lazio), Malin Swedberg (Napoli) och Elisabeth Thörnqvist (A.C. Fiorentina) Sveriges första utlandsproffs inom damfotboll. Hon är sedan en lång tid boende i den värmländska orten Daglösen tillsammans med sin familj.